# Еде (Зеландія)
Еде (нід. Eede) — село в нідерландській провінції Зеландія. Входить до муніципалітету Сльойс.
Його площа становить 8,25 км², а населення станом на 2021 рік складало 895 осіб.
Перша згадка про населений пункт датується 1279 роком.
До 1941 року мало статус окремого муніципалітету.

## Галерея

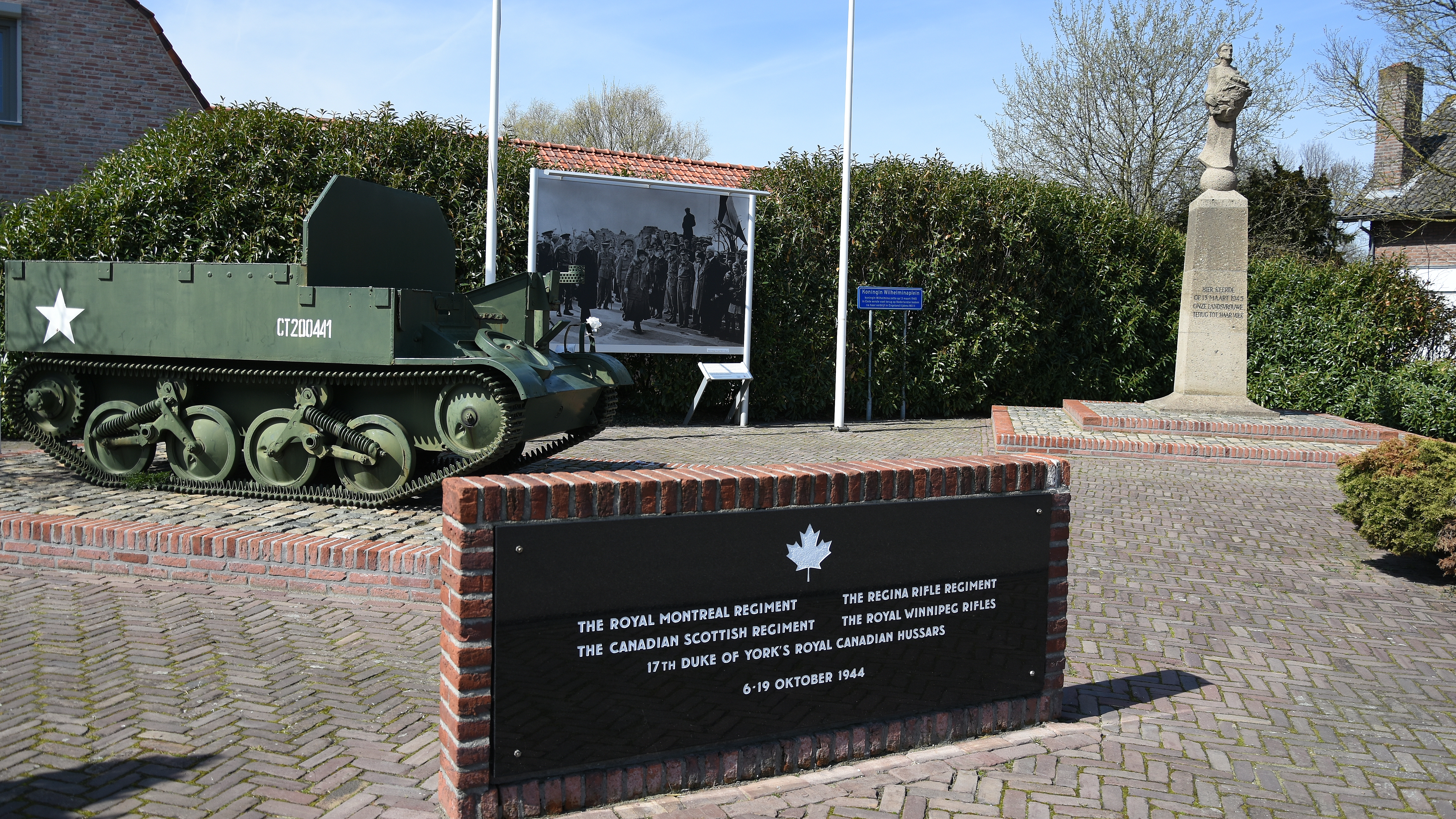
Меморіал канадським воякам, що звільняли село під час Другої світової війни
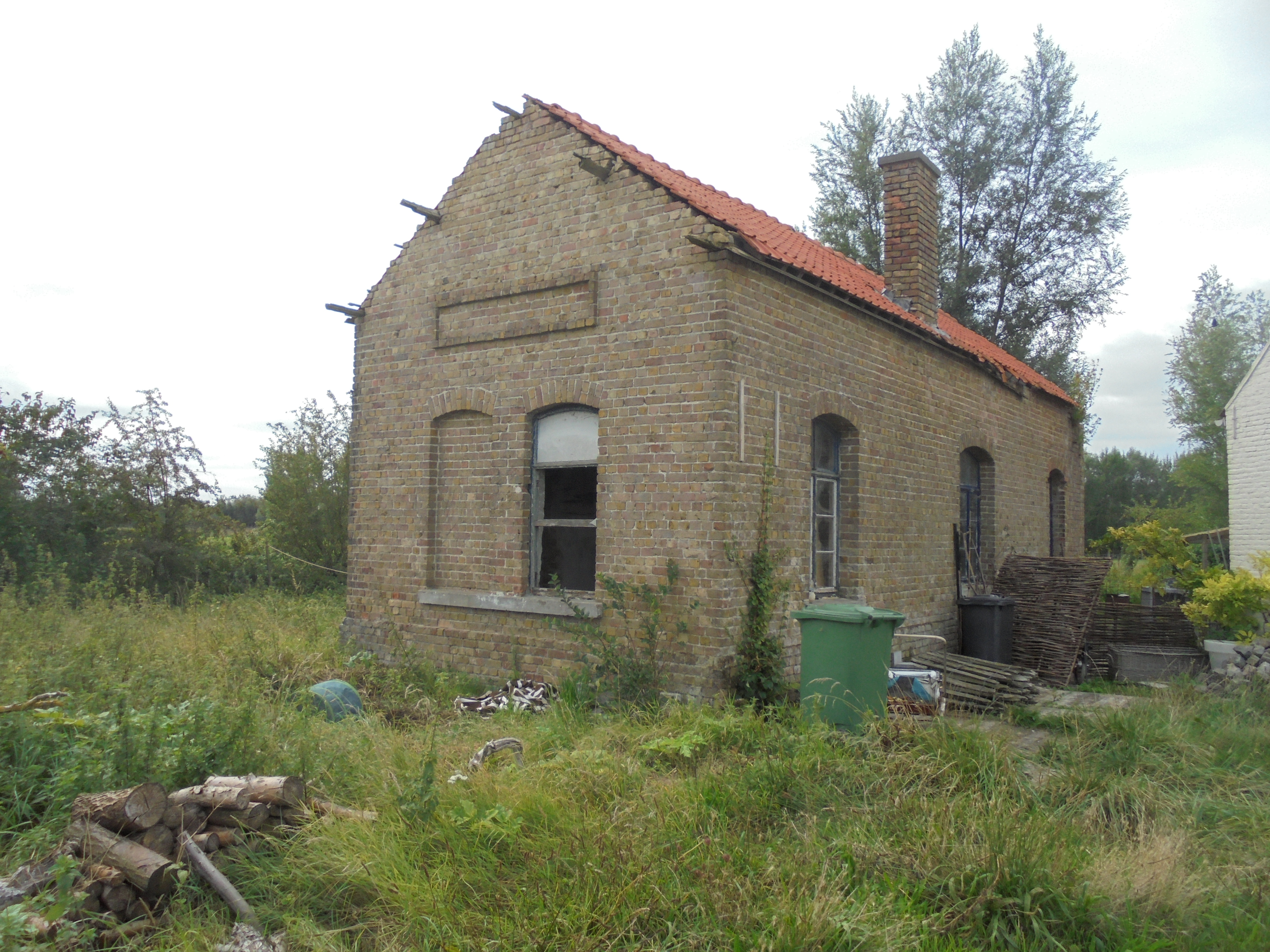
Будівля колишньої трамвайної станції